# گورستان گورشون
قبرستان گورشون مربوط به سده‌های متاخر دوران‌های تاریخی پس از اسلام است و در شهرستان سرباز، بخش پیشین، دهستان پیشین، روستای پیشین واقع شده و این اثر در تاریخ ۲۷ اسفند ۱۳۸۷ با شمارهٔ ثبت ۲۶۲۲۱ به‌عنوان یکی از آثار ملی ایران به ثبت رسیده است.